# Раймундо Фульхенсіо
Раймундо Фульхенсіо (ісп. Raymundo Fulgencio, нар. 12 лютого 2000, Веракрус) — мексиканський футболіст, півзахисник клубу «УАНЛ Тигрес».

## Ігрова кар'єра
Народився 12 лютого 2000 року в місті Веракрус. Вихованець футбольної школи клубу «Веракрус». Дорослу футбольну кар'єру розпочав 2018 року в основній команді того ж клубу, в якій провів два сезони, взявши участь у 2 матчах чемпіонату.
В грудні 2019 року Фульхенсіо перейшов у «УАНЛ Тигрес», з яким виграв Лігу чемпіонів КОНКАКАФ у 2020 році. Це дозволило футболісту з командою поїхати на клубний чемпіонат світу в Катарі, де Фульхенсіо зіграв у двох матчах і став віце-чемпіоном світу. Станом на 12 лютого 2021 року відіграв за монтеррейську команду 11 матчів в національному чемпіонаті.

## Статистика виступів

### Статистика клубних виступів
| Сезон                | Команда              | Чемпіонат            | Чемпіонат | Чемпіонат | Національний кубок | Національний кубок | Національний кубок | Континентальні кубки | Континентальні кубки | Континентальні кубки | Інші змагання | Інші змагання | Інші змагання | Усього | Усього | Усього |
| Сезон                | Команда              | Ліга                 | Ігор      | Голів     | Ліга               | Ігор               | Голів              | Ліга                 | Ігор                 | Голів                | Ліга          | Ігор          | Голів         | Ігор   | Голів  |        |
| -------------------- | -------------------- | -------------------- | --------- | --------- | ------------------ | ------------------ | ------------------ | -------------------- | -------------------- | -------------------- | ------------- | ------------- | ------------- | ------ | ------ | ------ |
| 2018–19              | «Веракрус»           | ЛМ                   | 0         | 0         | КМ                 | 4                  | 0                  |                      | -                    | -                    |               | -             | -             | 4      | 0      |        |
| 2019–20              | «Веракрус»           | ЛМ                   | 2         | 0         | КМ                 | 2                  | 0                  |                      | -                    | -                    |               | -             | -             | 4      | 0      |        |
| Усього за «Веракрус» | Усього за «Веракрус» | Усього за «Веракрус» | 2         | 0         |                    | 6                  | 0                  |                      | -                    | -                    |               | -             | -             | 8      | 0      |        |
| 2019–20              | «УАНЛ Тигрес»        | ЛМ                   | 5         | 0         | КМ                 | 0                  | 0                  |                      | -                    | -                    |               | -             | -             | 5      | 0      |        |
| 2020–21              | «УАНЛ Тигрес»        | ЛМ                   | 5         | 0         | КМ                 | 0                  | 0                  | ЛЧ                   | 3                    | 0                    |               | -             | -             | 8      | 0      |        |
| Усього за кар'єру    | Усього за кар'єру    | Усього за кар'єру    | 12        | 0         |                    | 6                  | 0                  |                      | 3                    | 0                    |               | -             | -             | 21     | 0      |        |

## Титули і досягнення
- Переможець Ліги чемпіонів КОНКАКАФ (1):

«УАНЛ Тигрес»: 2020

## Особисте життя
Його батько, Філіберто Фульхенсіо, також був професіональним футболістом.